# Battaglia di Montemurlo
La battaglia di Montemurlo si svolse il 2 agosto 1537, tra i sostenitori di Cosimo I de' Medici, duca di Firenze, e i fuorusciti repubblicani, oppositori della presa di potere mediceo, capeggiati da Baccio Valori e Filippo Strozzi e filofrancesi. La vittoria del partito mediceo segnò la definitiva sconfitta dei ribelli e il consolidamento definitivo del dominio mediceo attraverso il ducato (poi granducato), che regnerà sulla Toscana fino all'estinzione della casata e, attraverso i successori Lorena, fino all'Unità d'Italia.

## Storia

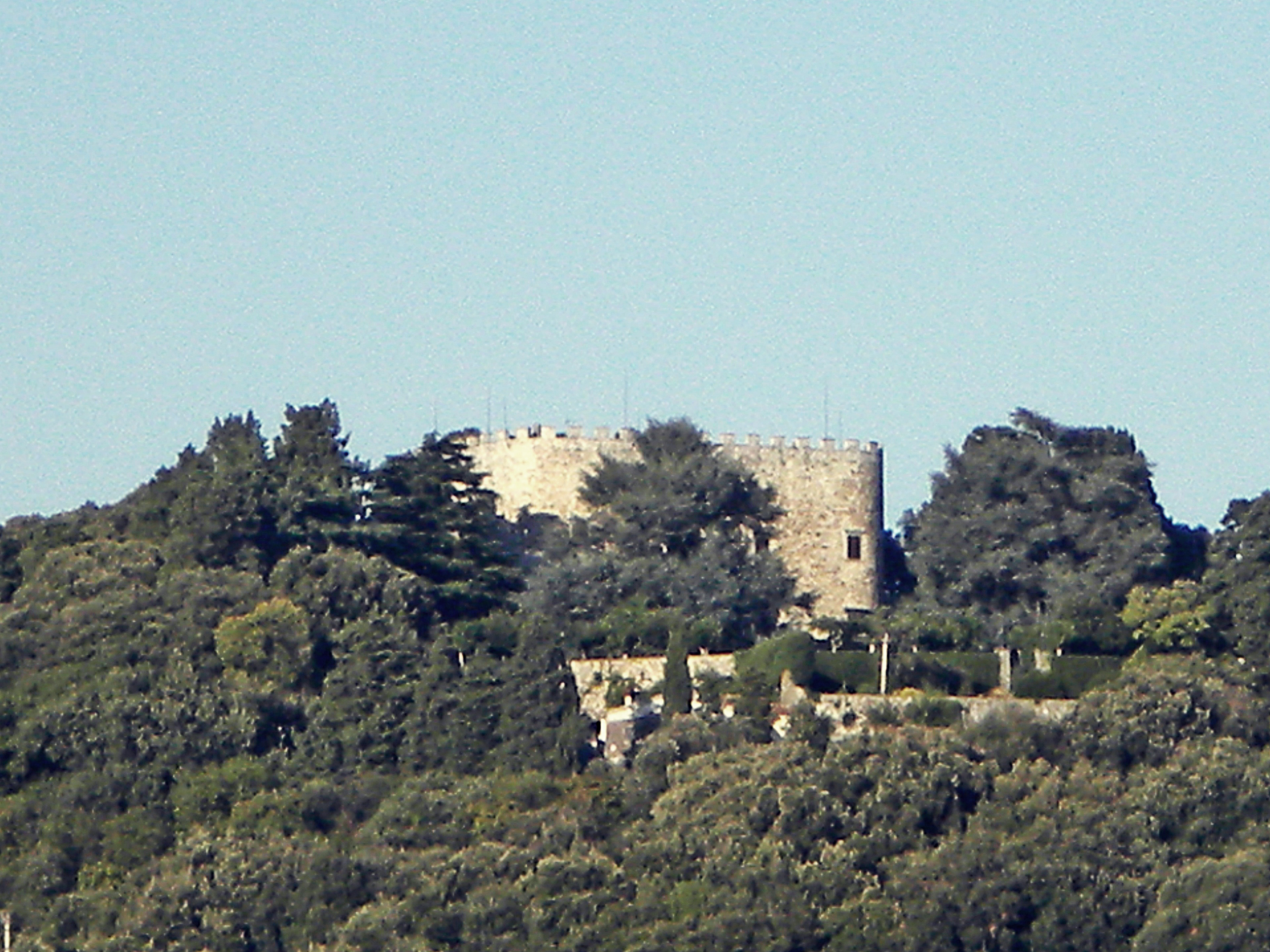
La Rocca di Montemurlo

Il Valori e lo Strozzi, proprietari rispettivamente della villa del Barone e di villa Strozzi nel territorio di Montemurlo, avevano radunato le loro truppe nella rocca, nell'attesa di un momento propizio per attaccare Firenze, distante circa trenta chilometri.
I soldati di Cosimo, circa diecimila fra cavalieri, fanteria e mercenari spagnoli e tedeschi ottenuti grazie al sostegno a Carlo V, raggiunsero però Montemurlo e, capeggiati da Alessandro Vitelli e Pirro Colonna, con la supervisione del cardinale Innocenzo Cybo, si schierarono attorno alla rocca dove erano asserragliati i fuorusciti. Nonostante l'uso delle artiglierie, gli assediati, in forte minoranza, soccombettero quando venne incendiata una delle porte del castello, che portò presto le fiamme anche nelle stanze e nel cortile del mastio.
Il Vitelli inoltre autorizzò la persecuzione delle bande pistoiesi dei Cancellieri, alleati agli esuli, che vennero prima sconfitte dai fiorentini e poi, riparate a Cutigliano, massacrate dai rivali Panciatichi.
I capitani sconfitti a Montemurlo vennero presi e costretti ad arrendersi: trasportati a Firenze furono incarcerati e condannati a morte. Baccio Valori, suo figlio Filippo e suo nipote furono decapitati al Bargello; Filippo Strozzi pare che si uccise in cella.